# 马克·米利
马克·亚历山大·米利（英語：Mark Alexander Milley，1958年6月20日—），美国陆军上将退役。曾為第39任陆军参谋长、第20任参谋长联席会议主席。

## 早年生活和教育
马克·米利的父亲亚历山大·米利在二战时期加入美国海军，担任一名医疗兵。米利出生于马萨诸塞州温切斯特，高中就读位于波士顿的贝尔蒙山学校，在普林斯顿获得政治学学士，通过陆军军官预备团（ROTC）加入陆军。后又在哥伦比亚大学获得了国际关系硕士学位，在美国海军战争学院获得了战略研究硕士学位。

## 军旅生涯

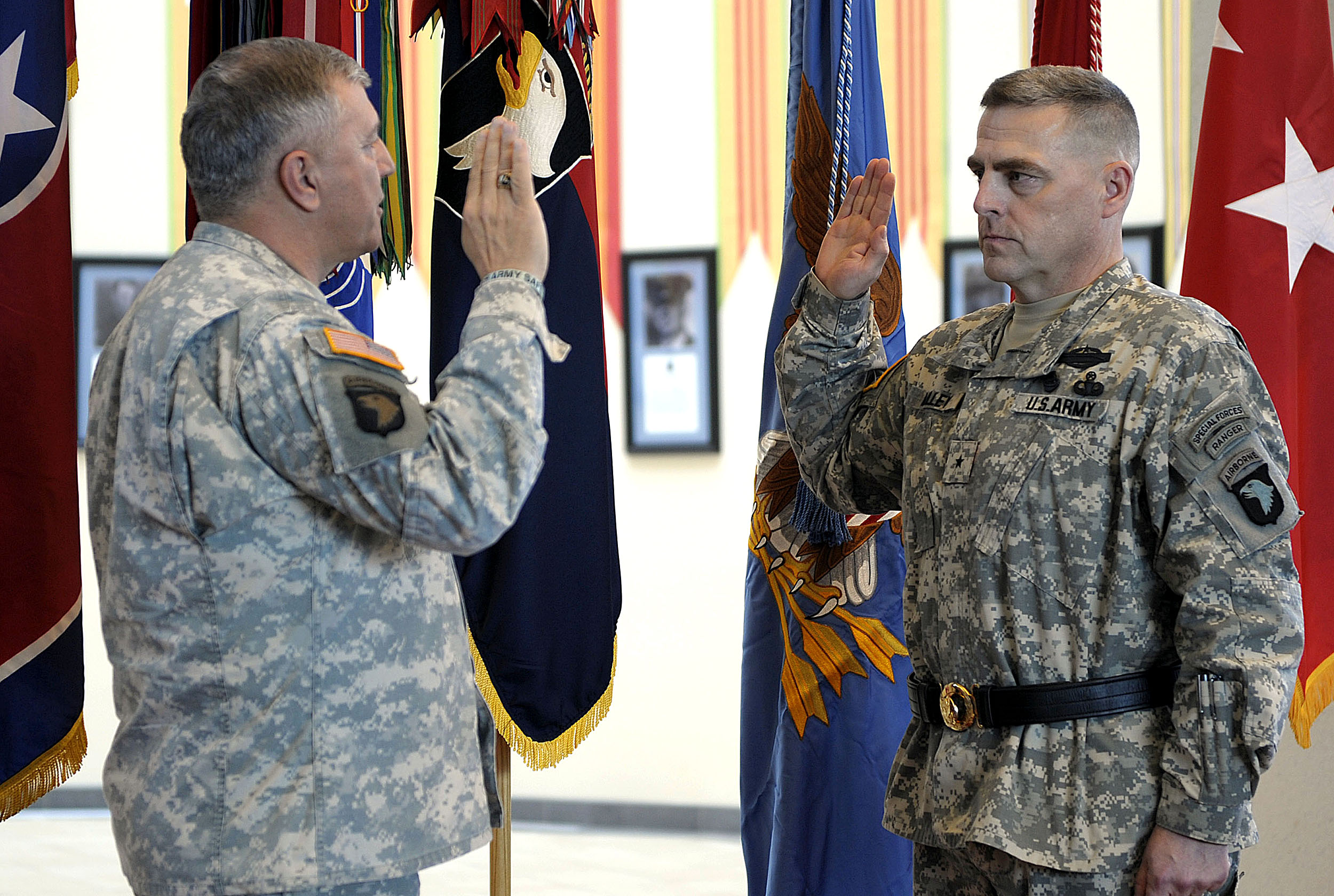
陸軍副參謀長理查德·A·科迪將軍主持新晉準將的就職宣誓。 2 月 10 日，第 101 空降師空中突擊隊作戰副司令馬克·米利將軍在肯塔基州坎貝爾堡舉行的晉升儀式上。 2008 年 1 月。

1980年，米利通过普林斯顿的陆军军官预备团加入陆军，任官为装甲兵尉官，但他主要在步兵和特种兵中任职。米利担任过各级主官，包括第2步兵师506团1营营长，2003年12月至2005年5月任第10山地师2旅旅长，2007年7月至2008年4月任第101空降师作战副师长，2011年11月至2012年12月任第10山地师师长、第三军军长。米利还曾在第82空降师、第5特戰群、第7步兵师、联合战备中心、第1骑兵师和第25步兵师等部任职。米利曾在联合参谋部作战部工作，曾为国防部长当过助理，服务唐纳德·拉姆斯菲尔德和罗伯特·盖茨。2014年，米利晋升上将，担任部队司令部司令。2015年8月，米利担任第39任陆军参谋长。2019年10月1日，接替即將退休的約瑟夫·鄧福德，成為第20任的参谋长联席会议主席。2023年9月30日，米利正式退休，结束其44年的军旅生涯。其参谋长联席会议主席一职由小查爾斯·Q·布朗接任。

### 参联会主席时期
在乔治·弗洛伊德之死引发全国范围内的示威活动后，2020年6月1日晚，米利穿着作训服，出现在华盛顿特区的示威活动现场。在接受媒体采访时，他表示自己尊重被《宪法》保护的集会自由和言论自由，还提及华盛顿特区国民警卫队已经出动，自己是“前来查看情况”。
2021年9月，華盛頓郵報記者鲍勃·伍德沃德的新書《危险》（Peril）曝光。媒体披露，书中談及在2021年1月8日，国会山示威爆发2天后，一場跟眾議院議長裴洛西的對話中，米利同意裴洛西指稱川普精神狀態不正常，不適合管理美國的核武器的看法，并保证他能阻止特朗普。当晚，结束与裴洛西的通话后，米利在五角大楼召集了一场高级将领间的会议，向他们反复强调发射核武器时必须通知他参与；他要求将领们无论如何都要“遵照程序行事”，强调“我是程序的一部分”（"I'm part of that procedure"），接着他在会议室里来回走动，走到每一位与会者面前，要求他们当面作出肯定的答复。鲍勃·伍德沃德在书中评论，米利这是在效仿理查德·尼克松任内的国防部长詹姆斯·施莱辛格。根据书中的记载，米利甚至还建议时任国家安全局局长保羅·仲宗根和中央情报局局长吉娜·哈斯佩尔“监视一切”。

#### 与中国的联系
《危险》披露，在2020年10月30日，2020年美國總統選舉开始前4天，米利基于情报分析，认为中国预测美国将发起进攻，于是他向中国中央军委聯合參謀長李作成致电，表示“我们不会采取敌对行动”，还表示“如果美国将发起战争，我将事先通知你。不会有突然的袭击。”
2021年1月8日，米利担心中美两国出现战略误判，再次用秘密渠道向李作成參謀長致信；在持续1个半小时的交流里，李作成反复向米利确认美军是否会采取行动，而米利保證美军不會主動攻擊中國，还表示局势是稳定的，虽然“民主有时候是凌乱的”（"democracy can be sloppy sometimes"）；在交流结束后，米利称情况“很严峻”（grave），李作成也没有放下疑虑。随后，米利向美国印度洋－太平洋司令部建议推迟军事演习。
美國共和黨和民主黨對马克·米利與中國的聯繫態度迥異。2021年9月16日，美国27名共和党國會議員呼籲国防部长劳埃德·奥斯汀对米利启动陆军条例15-6调查，並質疑米利胜任的能力。特朗普時期的代理国防部长的克里斯托弗·米勒表示，米利的第二次通話未经国防部的授权，並指責米利這一行為是「可耻和前所未有的」。美國總統拜登則表示自己對米利「充满信心」。白宫新闻秘书珍·萨基也表示米利富有爱国精神以及忠诚於宪法。
复旦大学国际政治系教授沈逸回顾了中华人民共和国国防部在2020年10月和2021年1月的新闻发布会，指出当时发言人吴谦大校在回答记者提问时，提及了“军事外交渠道”、10月下旬至11月期间中美两军之间的多次交流，以及“（2021年）新年伊始”两军间的“一些务实性交流”，而米利将军与中国的联络属于这些常态联络机制的一部分。沈逸认为，关于米利将军的部分没有公开，是为了避免不必要的过度解读，避免对两国关系带来负面影响。沈逸认为，鲍勃·伍德沃德的描述是为了凸显出特朗普对美国国家安全的负面影响，塑造他自私、疯狂的形象，并不完全属实。

## 荣誉

### 外国勋章奖章
- 功绩奖章（军事）（英语：Pingat Jasa Gemilang (Tentera)）（新加坡，2019年4月30日颁发[13]）
- 二等智者雅罗斯拉夫王公勋章（乌克兰，2022年8月23日公布[14]）
- 旭日大绶章（日本，2023年3月17日公布[15]）